# Deutsches Damast- und Frottiermuseum

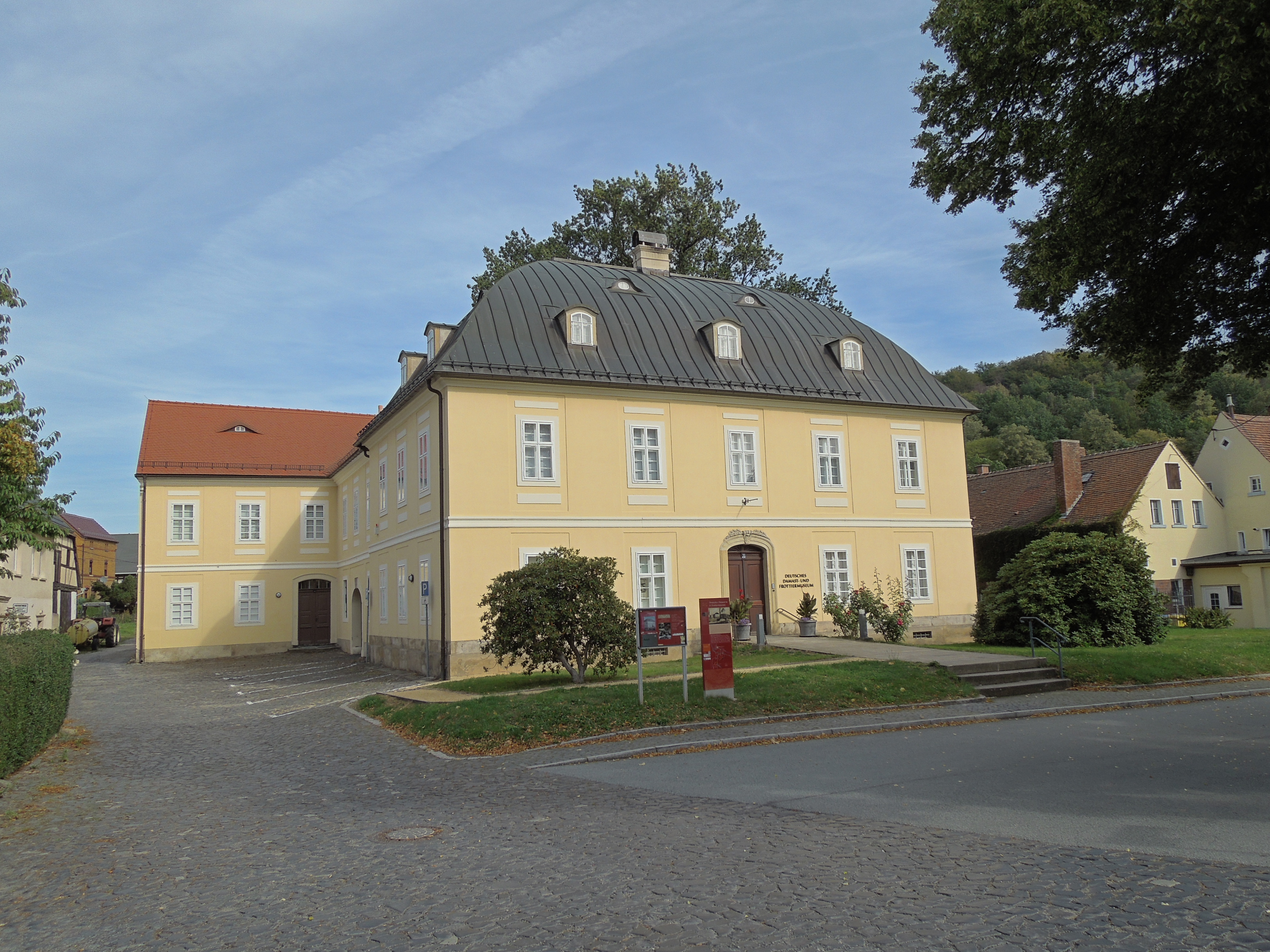
Museumsgebäude

Das Deutsche Damast- und Frottiermuseum im sächsischen Großschönau zeigt einen Einblick in die lokale Textilgeschichte anhand von funktionstüchtigen, historischen Großschönauer Webstühlen für Leinwand, Damast, Jaquardware und Frottiergewebe. In einer Schauwerkstatt kann den Besucherinnen und Besuchern die Herstellung textiler Erzeugnisse vom Garn bis zur fertigen Konfektion an historischer Textiltechnik authentisch vermittelt werden. Das Museum zeigt technische Raritäten, die es nur noch in Großschönau gibt: einen funktionstüchtigen, rekonstruierten Damasthandwebstuhl mit Zugvorrichtung aus dem Jahre 1835 und den letzten noch funktionsfähigen Frottierhandwebstuhl Deutschlands.

## Sammlungen
Ein für das Museum grundlegender Bestand ist die Sammlung von Geweben. Höhepunkt dieser Sammlung bilden die Damaste des 17. bis 19. Jahrhunderts. Sie sind in einer „Schatzkammer der Damaste“ ausgestellt. Weiterhin zählen zum Museumsbestand ca. 6000 Musterzeichnungen, Musterpatronen und Textilproben. Den Musterzeichnern ist ein eigener Raum gewidmet. Vorgestellt wird hier einer der bedeutendsten Musterzeichner, Professor Karl Gotthelf Krumbholz (1819–1907).
Ausgestellt sind ferner Werke der bildenden Kunst. Dem wohl berühmtesten Sohn und Künstler von Großschönau, dem Damastwebersohn Johann Eleazar Zeißig (1737–1806) – besser bekannt unter dem Namen Schenau – ist ein eigener Ausstellungsraum gewidmet. Zahlreiche Druckgrafiken, Zeichnungen, Gemälde und private Dokumente geben Einblick in Leben und Werk dieses Künstlers.
Exponate zur Ortsgeschichte, zur Kirchengeschichte und zur Wohnkultur der Damastfabrikanten runden die Dauerausstellung ab. Sie wird durch wechselnde Sonderausstellungen im Kunstkabinett des Museums ergänzt. Ein Teil der Sammlung des Museums ist online auf museum-digital recherchierbar.

Seit 2020 gehört ein sogenanntes Schaufenstermuseum am Gemeindeamt Großschönau zum Deutschen Damast- und Frottiermuseum. Hier wird ein vom Förderverein Deutsches Damast- und Frottiermuseum e.V. rekonstruierter Rosshaar-Damasthandwebstuhl ausgestellt sowie eine historische Sitzmöbelgarnitur aus Kirschbaumholz, die mit gemustertem Rosshaardamast bezogen ist, der auf diesem Webstuhl durch den Förderverein hergestellt wurde.

### Damast

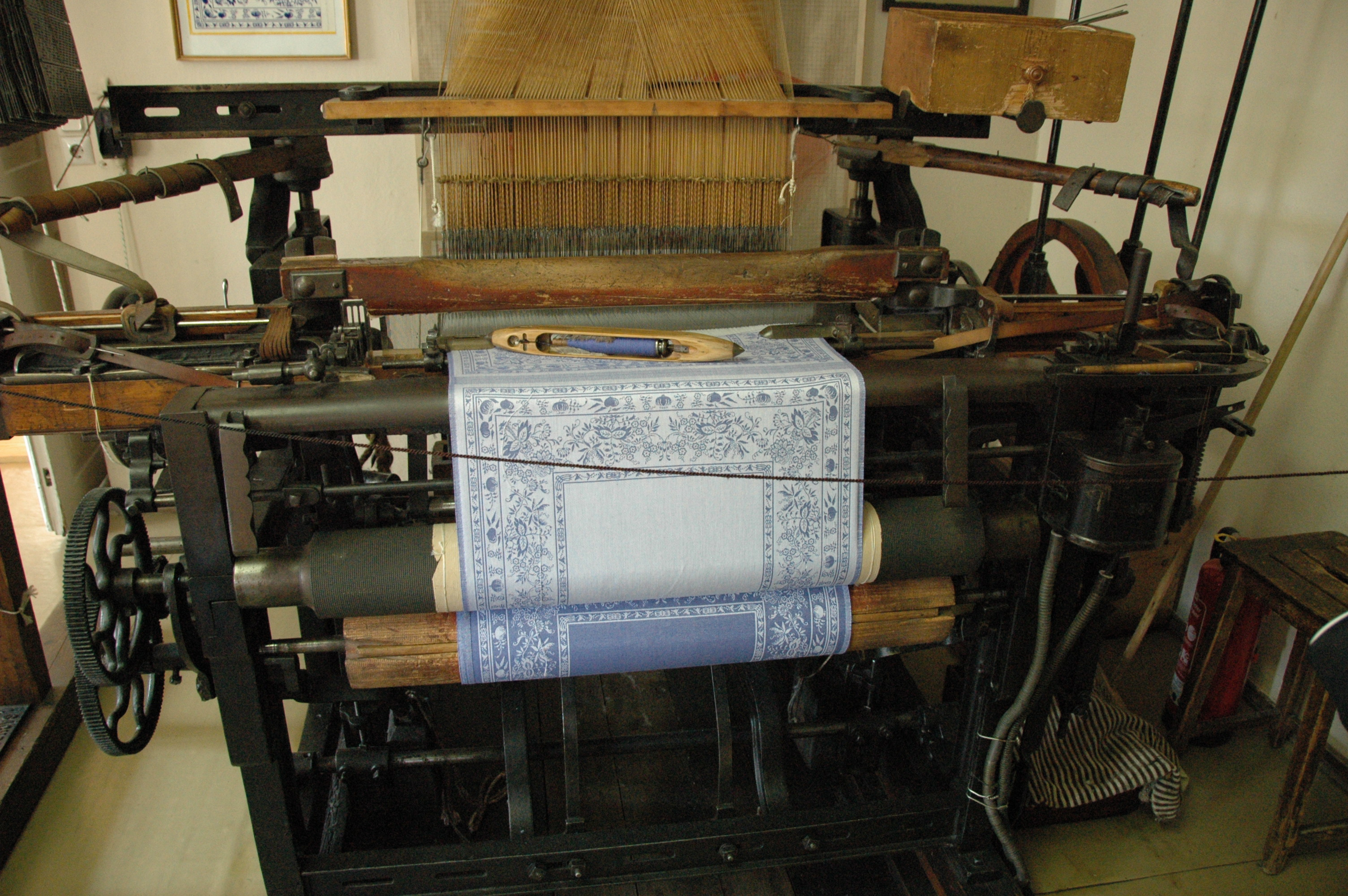
Mechanischer Webstuhl mit Jaquardmaschine

Von 1666 bis 1933 stellten die Großschönauer echten Damast her. In keinem anderen Ort Deutschlands wurde so viel und so lange echter Damast gewebt. Auf zeitweise fast eintausend Zugwebstühlen fertigten die Weber vor allem hochwertige Tischwäsche. Zu den Abnehmern gehörten vorwiegend Adel und Kirche in ganz Europa.
In der „Schatzkammer der Damaste“ wird eine einmalige Sammlung sehr wertvoller Damaste aus vier Jahrhunderten gezeigt.

### Frottier
Auch die Frottierweberei hat in Großschönau eine lange Tradition. 1856 wurde hier der erste Frottierhandwebstuhl Deutschlands in Betrieb genommen. In den folgenden Jahrzehnten entwickelte sich Großschönau zu einem wichtigen Standort der deutschen Frottierindustrie.

## Museumsgeschichte

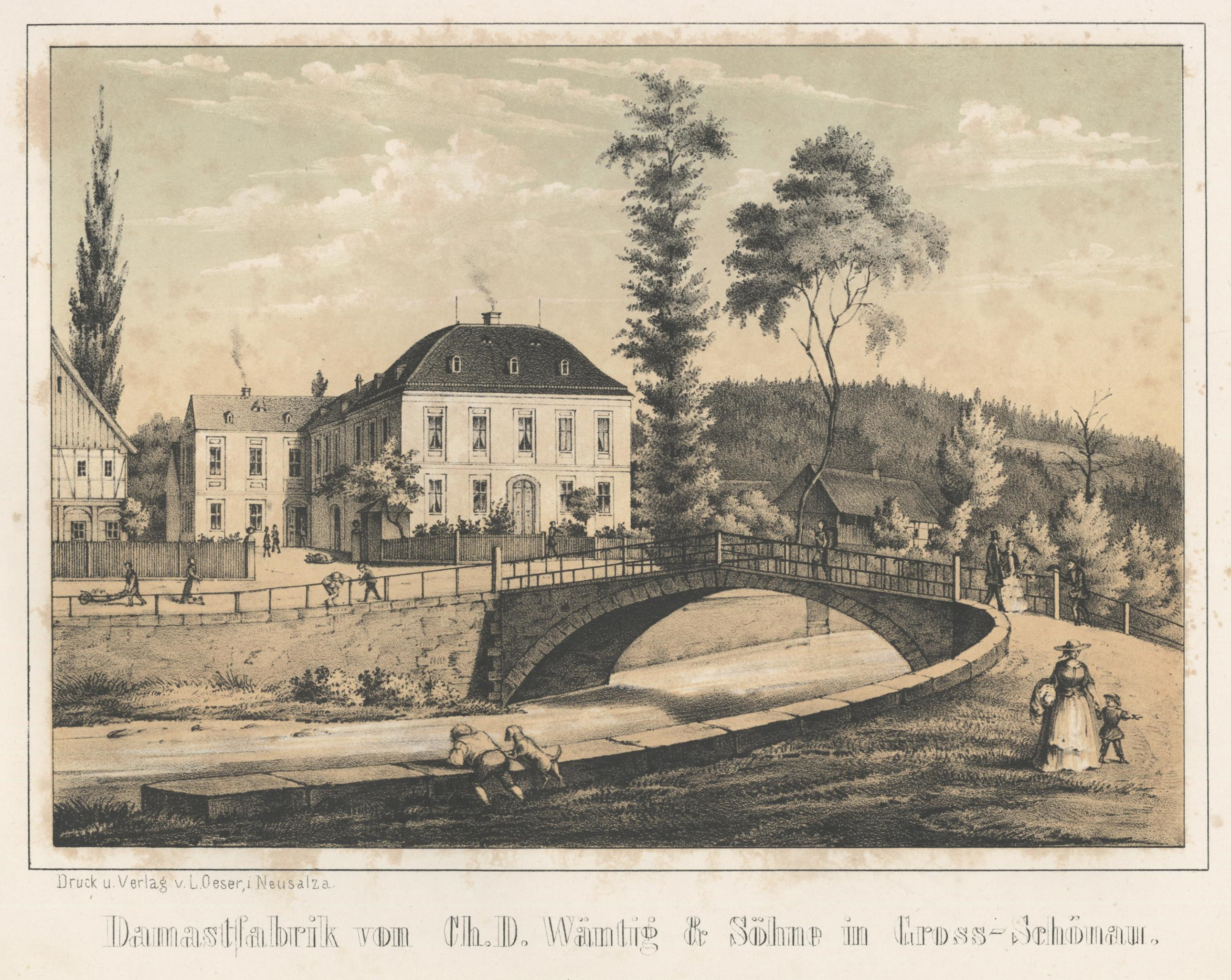
Kupferhaus der Damastfabrik Ch. D. Wäntig & Söhne 1856

Am 15. Januar 1905 wurde in Großschönau das „Krumbholzmuseum“, die Vorgängerinstitution des heutigen Deutschen Damast- und Frottiermuseums, eröffnet. Die Sammlungen waren zunächst in zwei Räumen der „Neuen Schule“ auf der Kirchstraße untergebracht.
1937 schenkte Theodor Haebler (1862–1952) der Gemeinde Großschönau das sogenannte „Kupferhaus“. Das Haus wurde 1807 bis 1809 als Wohn- und Geschäftshaus des Damastfabrikanten Christian David Waentig errichtet. Es befindet sich im Tal der Mandau, zwischen idyllischen ortstypischen Umgebindehäusern.
Verbunden war diese Schenkung Haeblers mit der Bedingung, in dem Gebäude ein Museum einzurichten. Bedingt durch noch ausstehende Renovierungen und den Zweiten Weltkrieg dauerte es noch 10 Jahre, bis das Museum am 11. Mai 1947 an diesem Standort unter dem neuen Namen „Damast- und Heimatmuseum“ eröffnet werden konnte.
1991 gründete sich der Förderverein des Museums, auf dessen Initiative 1995 mit der Errichtung einer Schauwerkstatt begonnen wurde. Nach dem politischen Umbruch 1989/90 wurden von diesen Akteuren Textilmaschinen aus stillgelegten Betrieben geborgen und in dem 1996 eingeweihten Neubau untergebracht. Diese Erweiterung und inhaltliche Profilierung des Museums führte 1996 zur Umbenennung in „Deutsches Damast- und Frottiermuseum“.

## Film
- Teure Tücher – Meterware aus der Oberlausitz. Dokumentarfilm, Deutschland, 2018, 29:42 Min., Buch und Regie: Linda Süß, Produktion: Mitteldeutscher Rundfunk, Reihe: Der Osten – entdecke wo du lebst, Erstsendung: 3. April 2018 bei MDR Fernsehen[1]